# 滋賀県道204号稲枝沢線
滋賀県道204号稲枝沢線（しがけんどう204ごう いなえさわせん）は、滋賀県彦根市から犬上郡豊郷町に至る一般県道である。

## 概要
彦根市野良田町から犬上郡豊郷町大字沢に至る。
JR西日本東海道本線 稲枝駅前と県道とが結ばれて、商店街を通行せずに済むようになった。

### 路線データ
- 起点：彦根市野良田町（野良田町交差点、滋賀県道20号愛知川彦根線交点）
- 終点：犬上郡豊郷町大字沢（沢交差点、国道8号交点、滋賀県道220号松尾寺豊郷線終点）
- 総延長：2.6 km

## 路線状況

### 重複区間
- 滋賀県道206号神郷彦根線（彦根市肥田町 - 彦根市三津町・三津町南交差点）

### 道路施設

#### 橋梁
- 高橋（宇曽川、彦根市）

## 地理

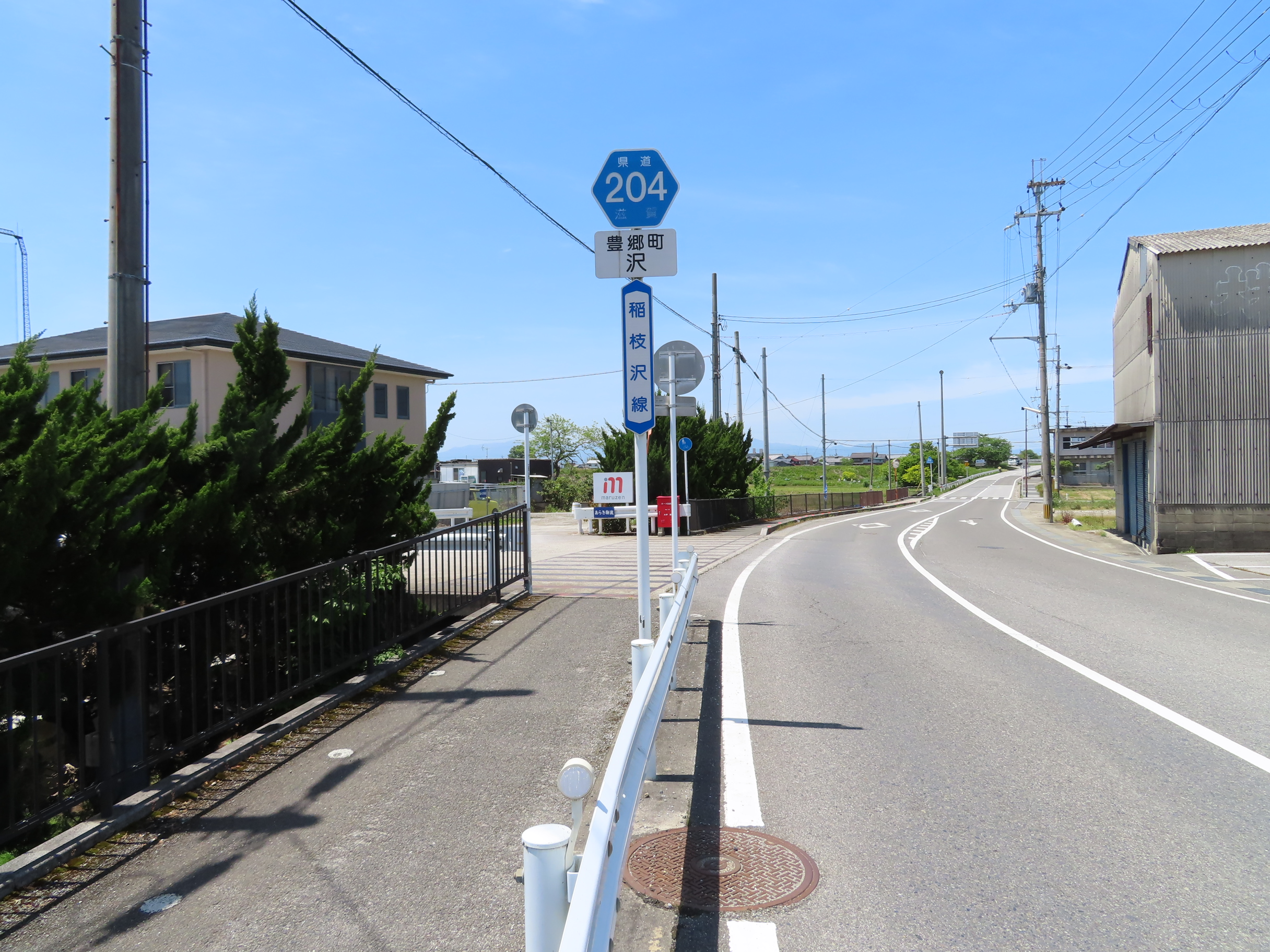
犬上郡豊郷町（2021年5月撮影）

### 通過する自治体
- 滋賀県
  - 彦根市 - 犬上郡豊郷町

### 交差する道路
| 交差する道路                         | 市町村名 | 市町村名 | 交差する場所 | 交差する場所          |
| ------------------------------------ | -------- | -------- | ------------ | --------------------- |
| 滋賀県道20号愛知川彦根線             | 彦根市   | 彦根市   | 野良田町     | 野良田町交差点 / 起点 |
| 滋賀県道206号神郷彦根線 重複区間起点 | 彦根市   | 彦根市   | 肥田町       |                       |
| 滋賀県道206号神郷彦根線 重複区間終点 | 彦根市   | 彦根市   | 三津町       | 三津町南交差点        |
| 国道8号 滋賀県道220号松尾寺豊郷線    | 犬上郡   | 豊郷町   | 大字沢       | 沢交差点 / 終点       |

### 沿線
- フレンドマート 稲枝店
- 滋賀銀行 稲枝支店
- 滋賀中央信用金庫 稲枝支店
- JR西日本東海道本線 稲枝駅
- 聖泉大学・聖泉大学短期大学部
- 崇徳禅寺
- 常敬寺